# Marie Scott Poulsen
Marie Scott Poulsen (født 15. april 1971) er en dansk kommunikationsrådgiver, forfatter og foredragsholder.

## Opvækst og karriere
Marie voksede op på Bornholm, og blev Cand. Mag. fra Københavns Universitet i 1999. Derefter fulgte forskellige kommunikationsjobs.
Allerede som 32-årig i 2003 fik Marie Scott Poulsen sin første lederstilling, da hun tiltrådte som kommunikationschef for Håndværksrådet. Denne stilling havde hun indtil 2006, hvor hun trådte ind en tilsvarende stilling hos COOP og herefter fulgte 10 år med chef-stillinger i Københavns Kommune, Madkulturen, Sampension og C40 Cities Climate Leadership Group. I 2016 havde hun et kort besøg på bureau-siden. Allerede i 2017 var hun dog tilbage på virksomhedssiden da Københavns Lufthavne A/S tilbød hende en rolle som senior kommunikationsrådgiver med lufthavnens eksterne relationer, brand og kampagner som ansvarsområde.

## Forfatterskab
Marie Scott Poulsen debuterede som forfatter i 2002 med bogen Børn på gule plader, der er en samling af beretninger fra 14 moderne familier. I 2004 udkom ’Drenge’, hvor Marie Scott Poulsen gennem samtaler med 40 drenge mellem 12 og 16 portrætterer almindelige drenge, I 2006 bidrog Marie Scott Poulsen til bogen Tro på det! - en bog om konfirmation, tro og tvivl og året efter udkom hun med sin fjerde bog Talent der gennem interviews med otte danskere, der er nået til tops på deres respektive felter, havde til formål at sætte talentpleje og succes til diskussion.
Der skulle gå ti år før Marie Scott Poulsens femte og seneste bog udkom. I et skifte fra den interviewbaserede stil, der prægede hendes første bøger var Lokal Lobbyisme - Få indflydelse i kommunen i stedet en guide til indflydelse på lokalpolitik, som blev skrevet sammen med den daværende kollega hos Geelmuyden Kiese Maria Steno.

## Tillidsposter
- Bestyrelsesmedlem i Teatret ved Sorte Hest: 2013 - nu
- Bestyrelsesmedlem i Levende Musik i Skolen: 2021 - nu

## Privatliv
Hun gift og mor til fire børn, heraf én bonussøn. 